# Celastrina arletta
Celastrina arletta är en fjärilsart som beskrevs av Hemm. Celastrina arletta ingår i släktet Celastrina och familjen juvelvingar. Inga underarter finns listade i Catalogue of Life.